# 智源寺
智源寺（ちげんじ）は、京都府宮津市にある曹洞宗の寺院（専門僧堂）。寛永2年（1625年）創立。山号は松渓山。本尊は聖観世音菩薩。丹後与謝三十三所霊場第19番札所。堂長・師家は高橋信善。
本堂再建時に作成された障壁画の一部が客殿に再現されている。

## 歴史

### 創立

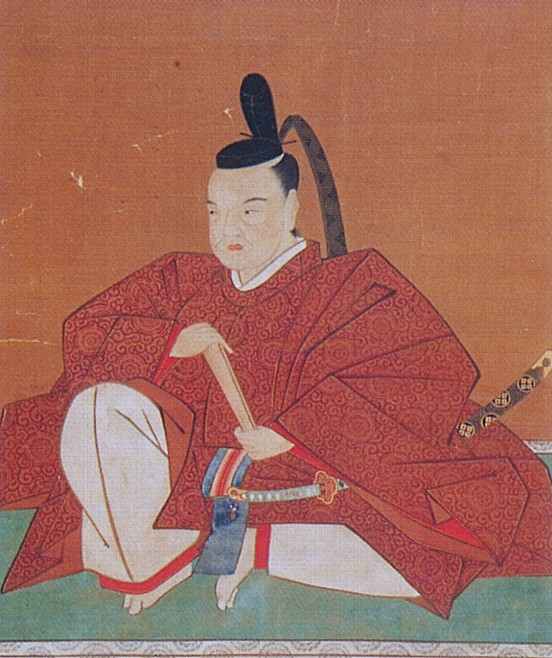
京極高知

惣持院は宮津藩初代藩主である京極高知の妻である。惣持院が慶長17年（1612年）4月5日に亡くなったあと、寛永2年（1625年）5月、息子で宮津藩2代藩主の京極高広は母の追善供養のために智源寺を開創した。開山は心庵盛悦禅師、開基は惣持院（惣持院殿松渓智源大禅定尼）。山号（松渓山）と寺号（智源寺）は惣持院の戒名「惣持院殿松渓智源大禅定尼」に由来している。
寛永20年（1643年）4月には京極高広から梵鐘の寄進を受けた。鋳物師は宮津の木崎善右衛門である。この梵鐘は太平洋戦争中に供出されたが、戦後に返還されて再び鐘楼に吊るされた。
寛文元年（1661年）には曹洞宗大本山の永平寺から僧録司に任ぜられ、丹後曹洞宗の諸寺を統率した。末寺67寺を抱える中本山の寺格を誇っている。

### 本堂再建後
寛政9年（1797年）の火災で本堂などが焼失した。文化元年（1804年）3月に本堂や鐘楼が再建された。
36世徹梅和尚の代の1929年（昭和4年）、昭和天皇御即位式に用いられた御殿の一部の払い下げを受けて宝光殿とした。智源寺は専門僧堂として知られ、昭和初頭までは常に10人以上の僧が修行していた。

## 境内
- 本堂
- 雲堂
- 与楽観音
- 釈迦牟尼仏三昧像
- 子安地蔵
- 辛抱地蔵
- 弁天堂
- 毘沙門堂
- 経堂
- 宝光殿
- 鐘楼
- 白門 - 参道入口のアーチ。
- 黒門 - 四脚門。

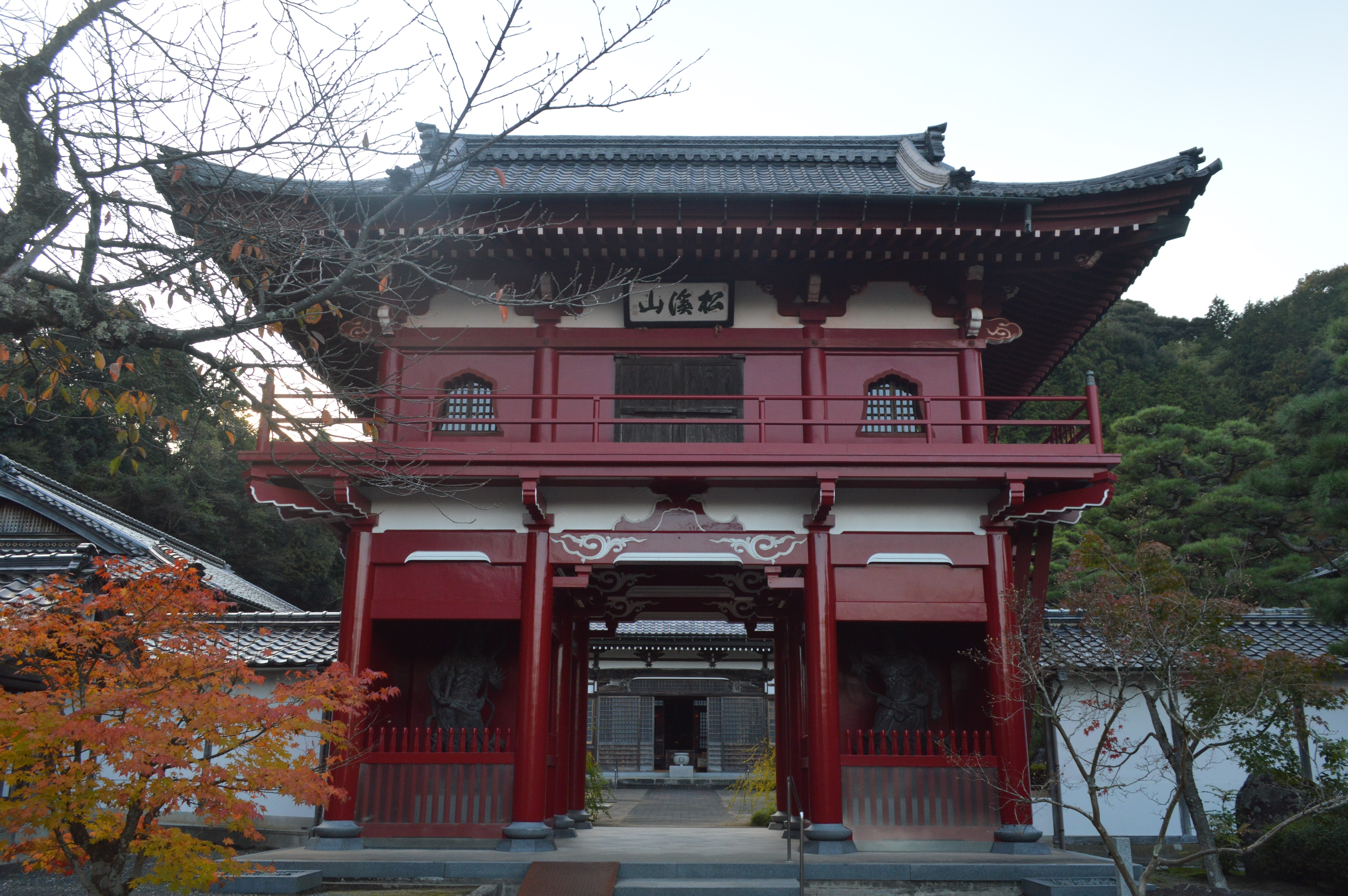
赤門

- 赤門 - 楼門。両側に阿吽の赤門仁王像を有する。
- 惣持院殿松渓智源大禅定尼の墓 - 梵字が刻まれた五輪塔。
- 庭園

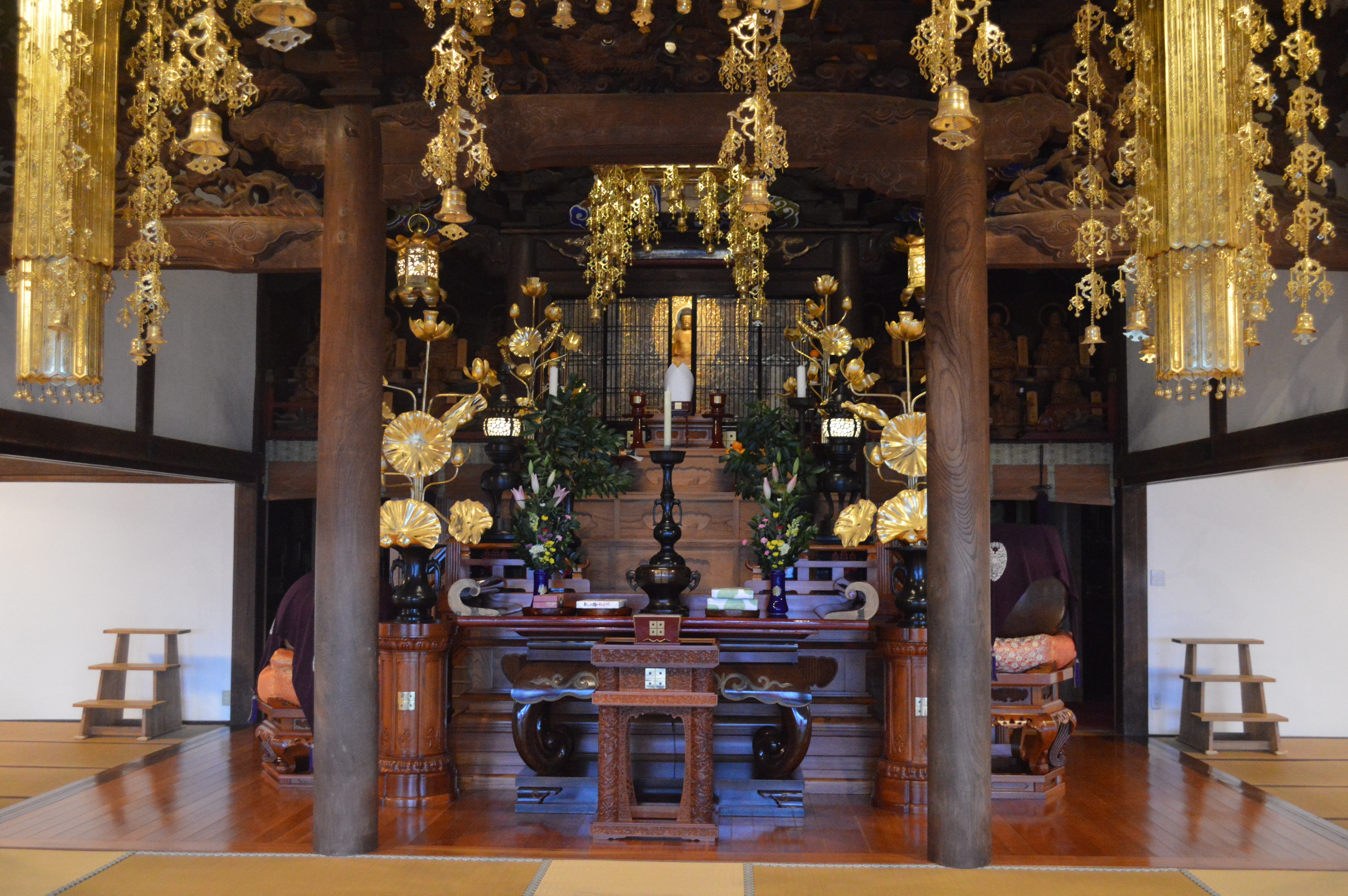
本堂の内陣
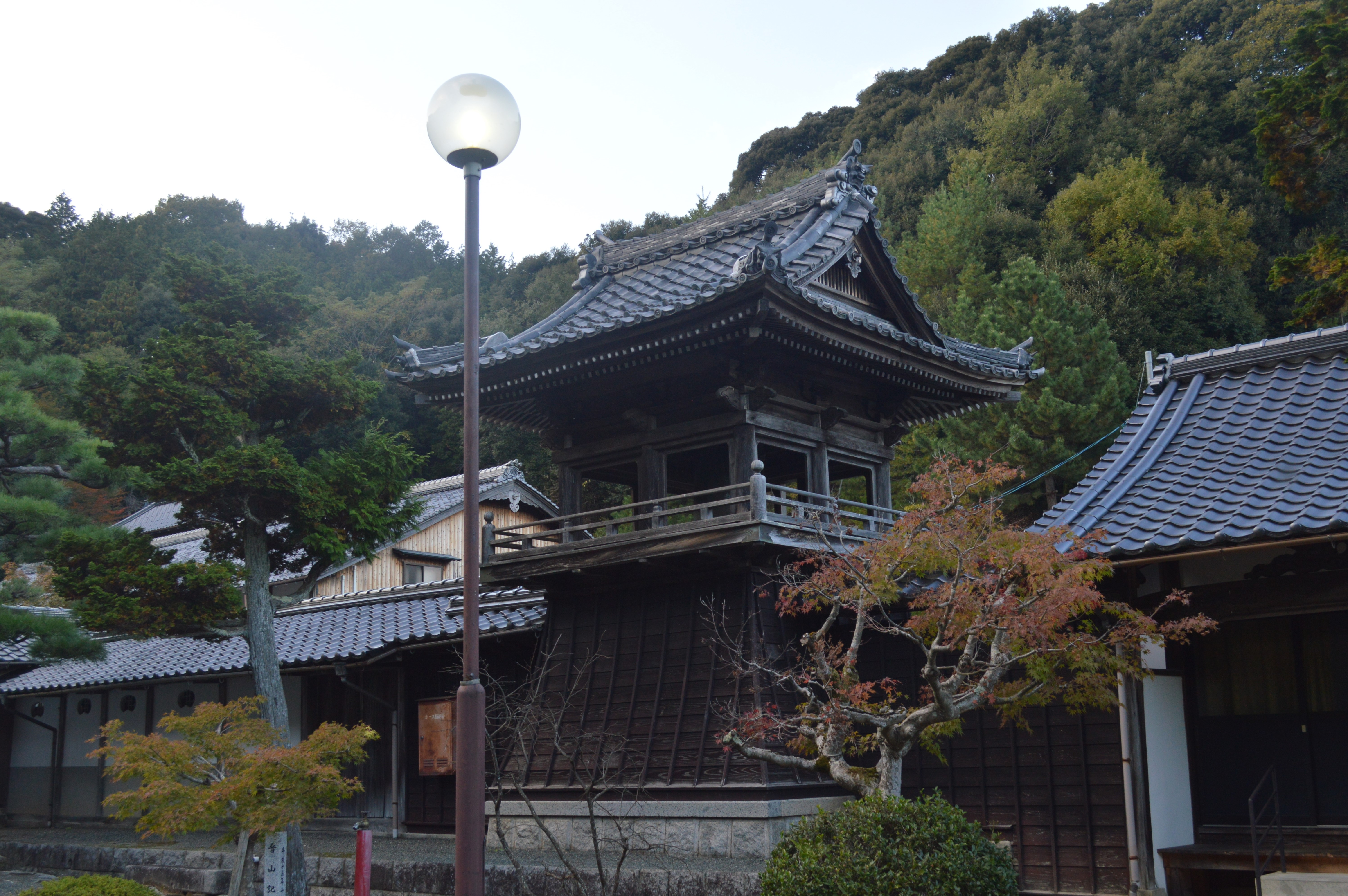
鐘楼
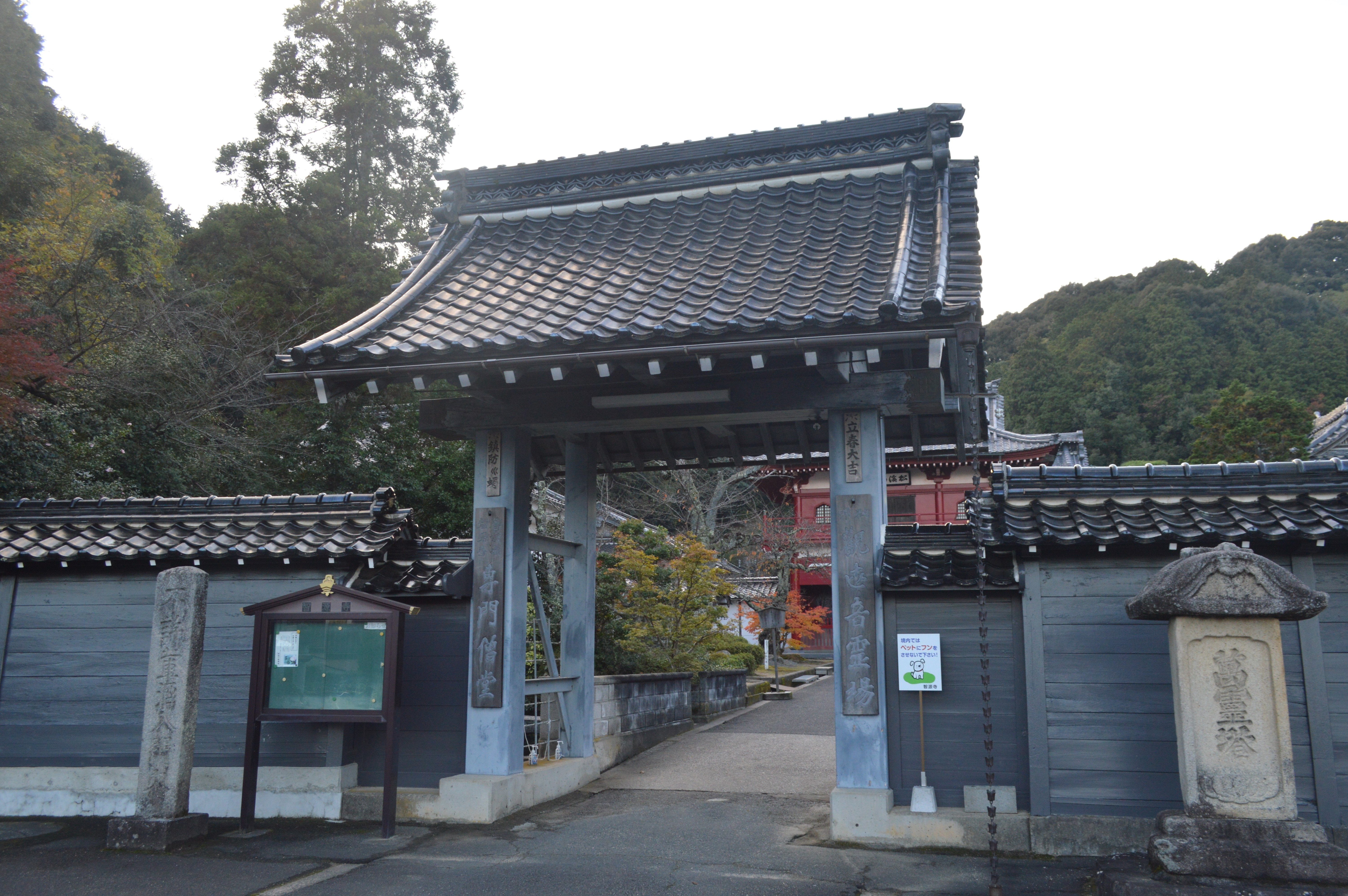
黒門
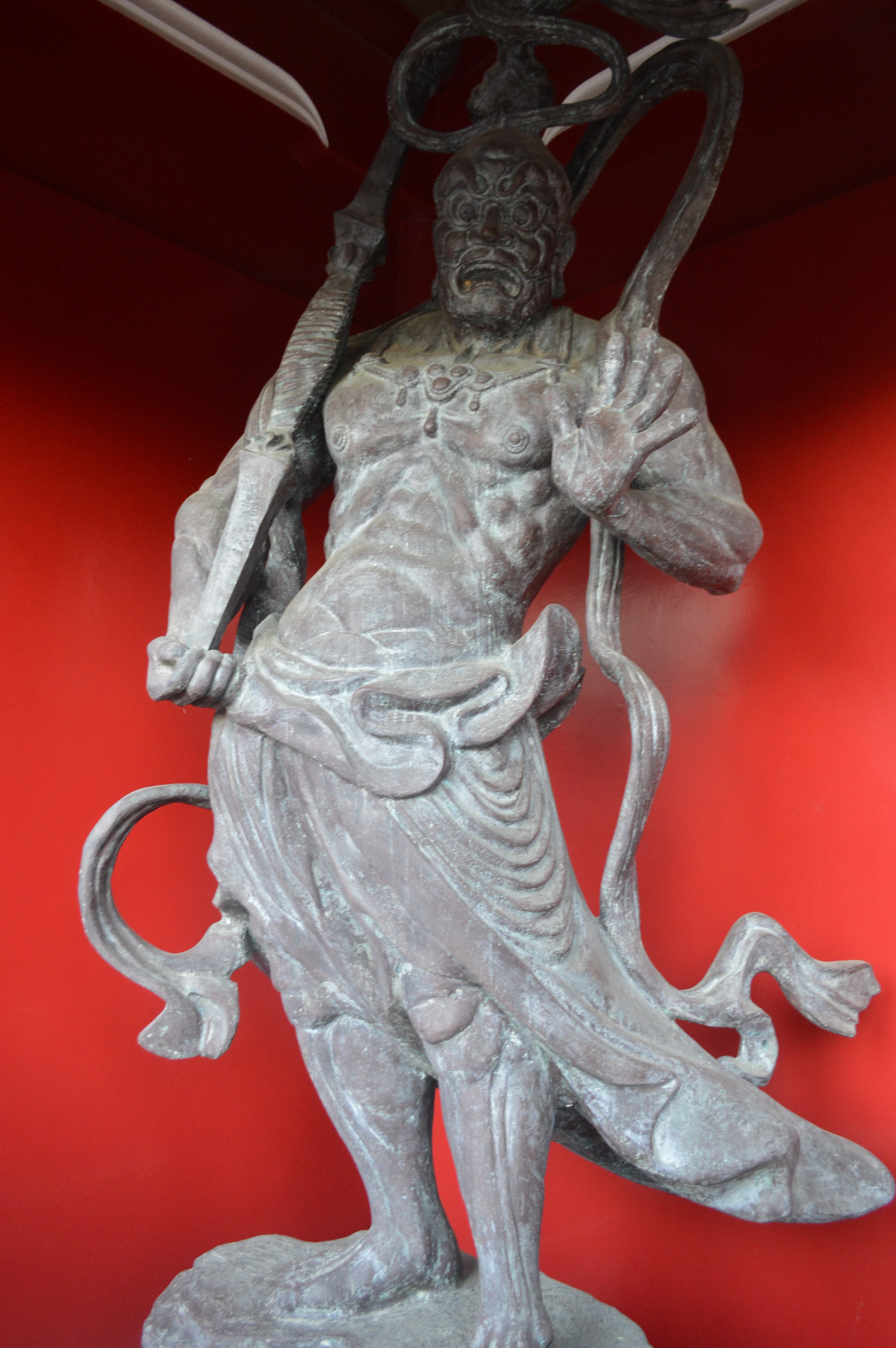
赤門の仁王像（阿）
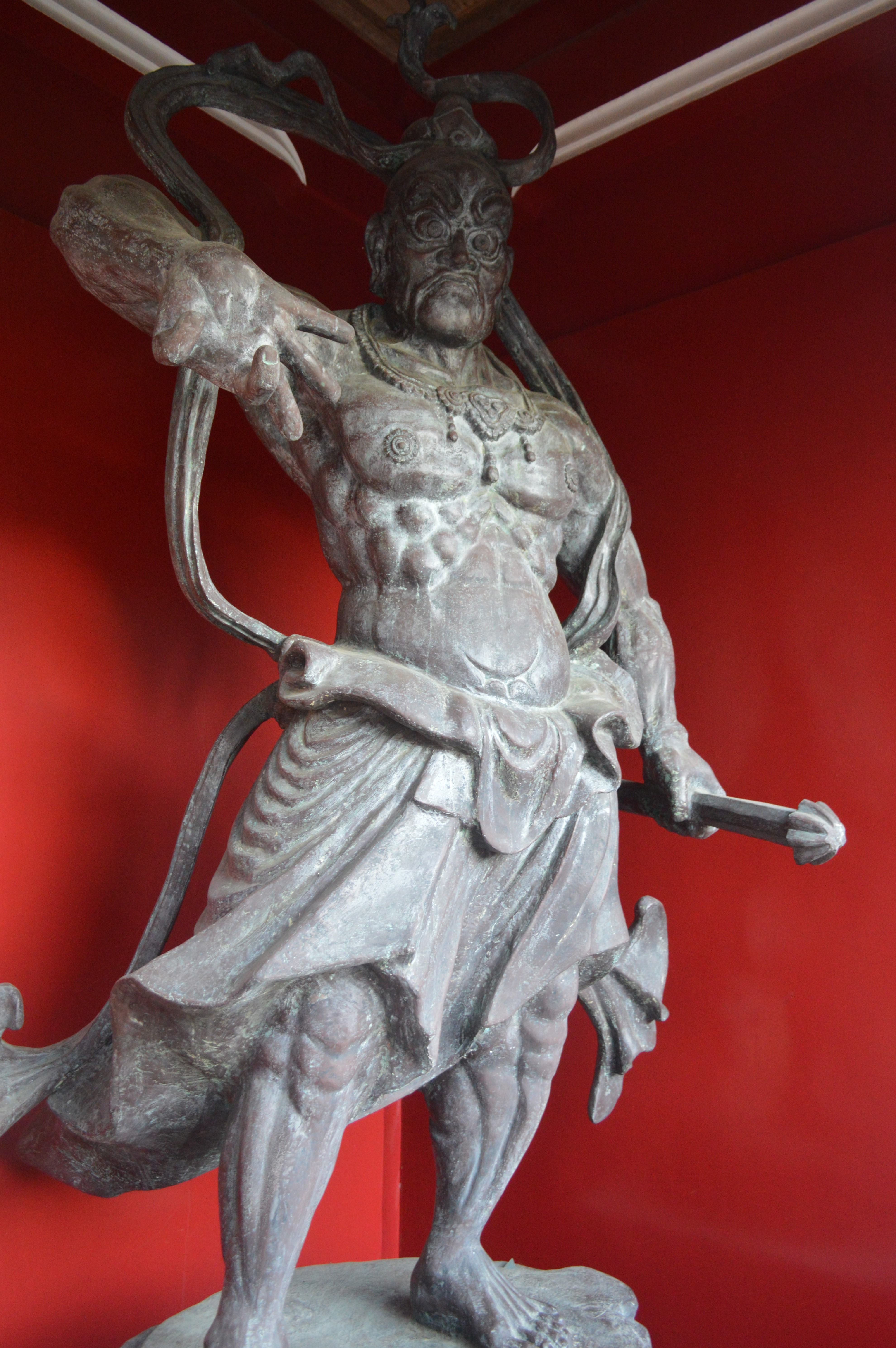
赤門の仁王像（吽）

## 行事
| 日付     | 名称                          | 概要                                       |
| -------- | ----------------------------- | ------------------------------------------ |
| 元日     | 新年祈祷法要                  |                                            |
| 3月15日  | 涅槃会 （ねはんえ）           | 釈迦の遺徳を称える法要。                   |
| 春分の日 | 春彼岸会法要                  |                                            |
| 4月8日   | 花祭り                        | 釈迦の誕生に因んだ法要。                   |
| 7月27日  | 観音大祭 （かんのんたいさい） | 秘仏である本尊の聖観世音菩薩が開帳される。 |
| 8月16日  | 初盆・山門施食会              |                                            |
| 8月23日  | 地蔵盆                        | 地蔵の縁日であり子安地蔵の前で行う法要。   |
| 秋分の日 | 秋彼岸会法要                  |                                            |
| 9月29日  | 両祖忌 （りょうそき）         | 道元と瑩山の遺徳を称える法要。             |
| 10月5日  | 達磨忌 （だるまき）           | 達磨の遺徳を称える法要。                   |
| 12月8日  | 成道会 （じょうどうえ）       | 釈迦が悟りを開いた日に因んだ法要。         |
| 大晦日   | 除夜の鐘                      |                                            |

## 文化財

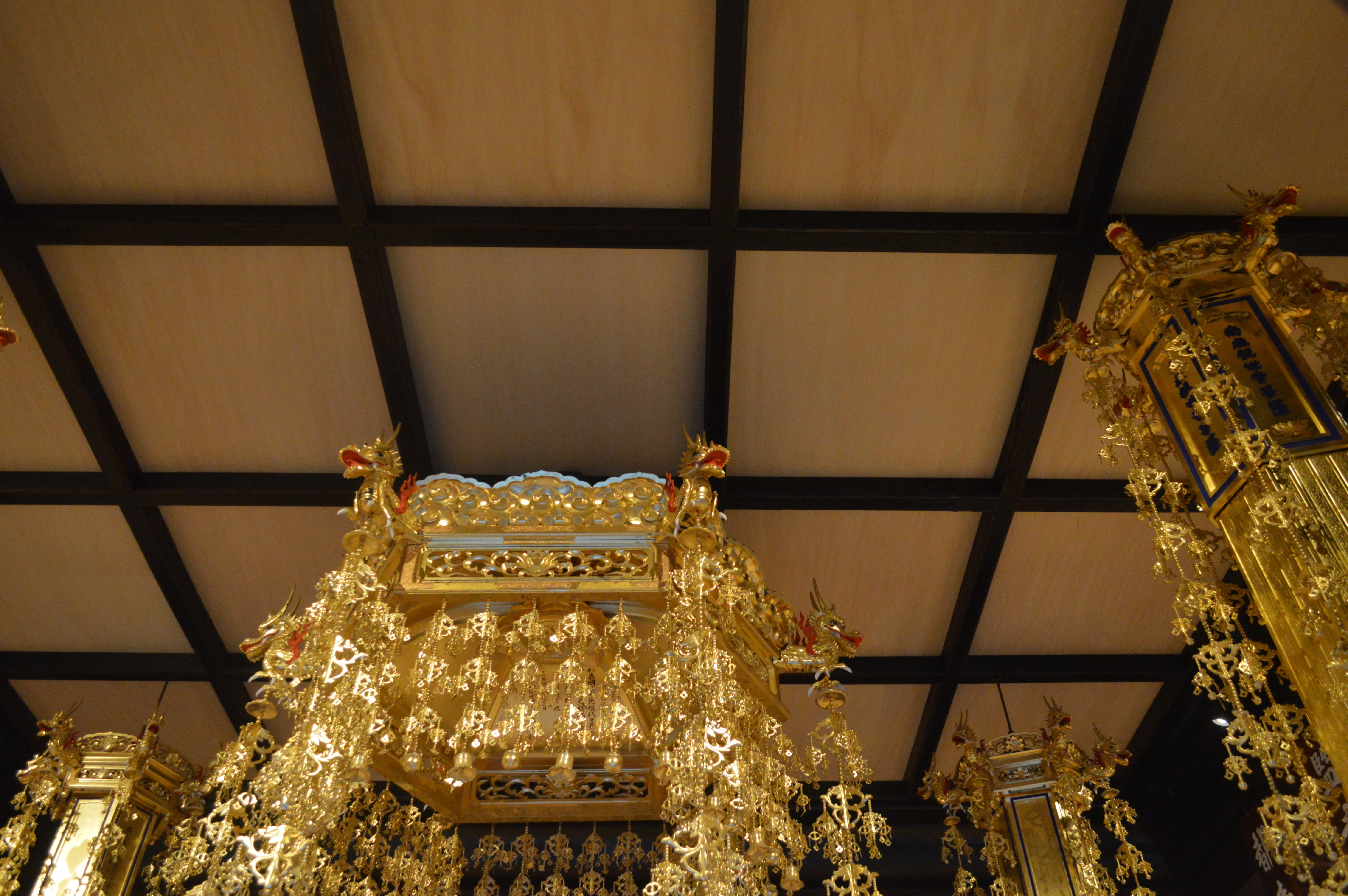
格天井（紙本著色草花図の修理中）

### 京都府指定文化財
- 「紙本著色草花図 本堂室中格天井貼付 呉春・応瑞等二十人筆」
本堂の格天井には、江戸時代後期に円山・四条派・土佐派の絵師20人が製作した20面の花草図が描かれている[5][6]。文化8年（1811年）頃に製作されたとされ、四条派の呉春や円山派の円山応瑞などが筆を執っている[5]。それぞれの絵は画壇の序列に合わせて厳格に配置されている[4]。

2004年（平成16年）3月19日、京都府指定文化財に指定された。2023年（令和5年）6月には花草図が格天井から取り外され、2028年度（令和10年度）まで6年がかりの保存修理作業に入った。

### 寺宝
本尊は聖観世音菩薩立像の黄金仏であり、飛鳥時代末期に元興寺の道昭が製作したものである。安永元年（1772年）4月、宮津・吉原の畑より出土した後、40年間は宮津城中で祭祀されていたが、文化8年（1811）2月に宮津藩主の松平宗発から賜って秘仏とした。

## 現地情報
所在地
- 626-0027 京都府宮津市京街道769

アクセス
- 京都丹後鉄道宮津駅から徒歩約15分
- 丹海バス「京街道」バス停から徒歩1分